# Tim Bender
Tim Bender (* 19. März 1995 in Mannheim) ist ein deutscher Eishockeyspieler, der seit Juli 2024 bei den Kassel Huskies aus der DEL2 unter Vertrag gestanden und dort auf der Position des Verteidigers gespielt hat. Zuvor war Bender bereits für den EHC Red Bull München, die Schwenninger Wild Wings, Nürnberg Ice Tigers und Iserlohn Roosters in der Deutschen Eishockey Liga (DEL) aktiv.

## Karriere

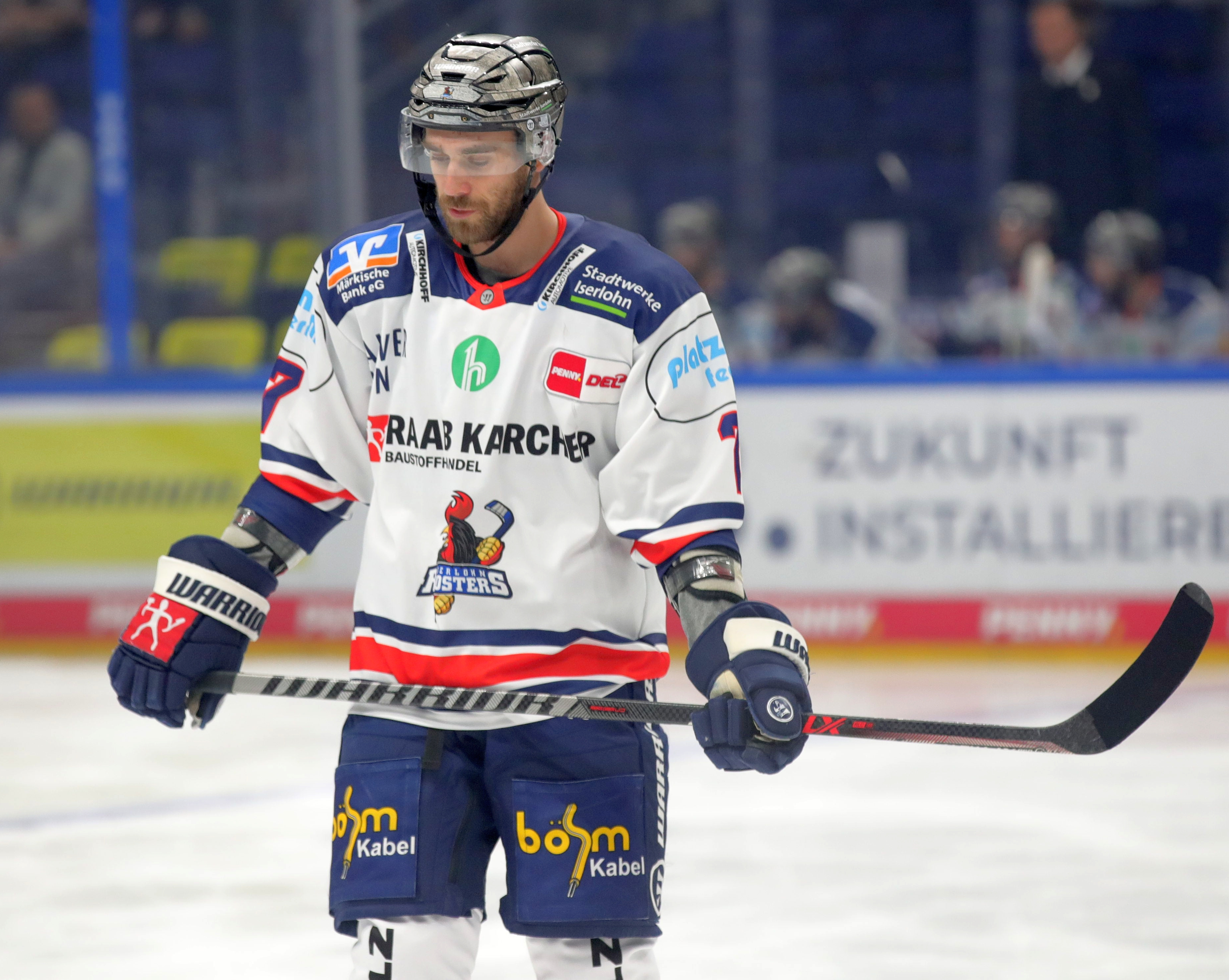
Bender im Trikot der Iserlohn Roosters (2022)

Bender durchlief zunächst die Jugendmannschaften des in seiner Geburtsstadt ansässigen Mannheimer ERC. Mit dessen U18-Jugendmannschaft, den Jungadler Mannheim, konnte er in zwei der drei von ihm absolvierten Spielzeiten – nämlich 2011/12 und 2012/13 – zweimal die Meisterschaft der Deutschen Nachwuchsliga (DNL) gewinnen. Zur Saison 2013/14 wurde Bender vom EHC Red Bull München aus der Deutschen Eishockey Liga (DEL) verpflichtet, für den er elf Pflichtspiele absolvierte. Ende Oktober 2013 erhielt Bender vom Verein die Freigabe, nach Kanada in die Ontario Hockey League zu den London Knights zu wechseln, um besser gefördert werden zu können. Die Knights, mit denen er als Ausrichter an der 96. Ausgabe des prestigeträchtigen Memorial Cups teilnahm, hatten ihn zuvor im CHL Import Draft in der zweiten Runde an insgesamt 118. Stelle ausgewählt. Im selben Jahr war er von den Des Moines Bucceneers beim Draft der United States Hockey League in Runde 13 als insgesamt 183. Spieler gezogen worden.
Ab dem Beginn der Saison 2014/15 stand der Verteidiger wieder im Kader des EHC Red Bull München, für den er in ebendieser Saison 25 Hauptrundenspiele absolvierte und dabei vier Assists beisteuerte. Weitere 21 Pflichtspiele absolvierte Bender, der mit einer Förderlizenz ausgestattet war, für den SC Riessersee in der DEL2. Mit dem Hauptrundenzweiten Red Bull München schied Bender bereits im Playoff-Viertelfinale gegen die Grizzly Adams Wolfsburg aus. Im August 2015 wurde Bender von den Schwenninger Wild Wings zunächst auf Leihbasis verpflichtet, bevor er im März des folgenden Jahres fest von den Wild Wings unter Vertrag genommen wurde. Nach insgesamt drei Jahren in Schwenningen wechselte der Stürmer zur Saison 2018/19 zu den Nürnberg Ice Tigers. Dort gehörte er bis zum Ende der Spielzeit 2021/22 zum Stammkader.
Anschließend wechselte er im Sommer 2022 zu den Iserlohn Roosters, wo er zwei Spielzeiten verbrachte. Für die Saison 2024/25 unterschrieb Bender einen Vertrag bei den Kassel Huskies aus der DEL2.

### International

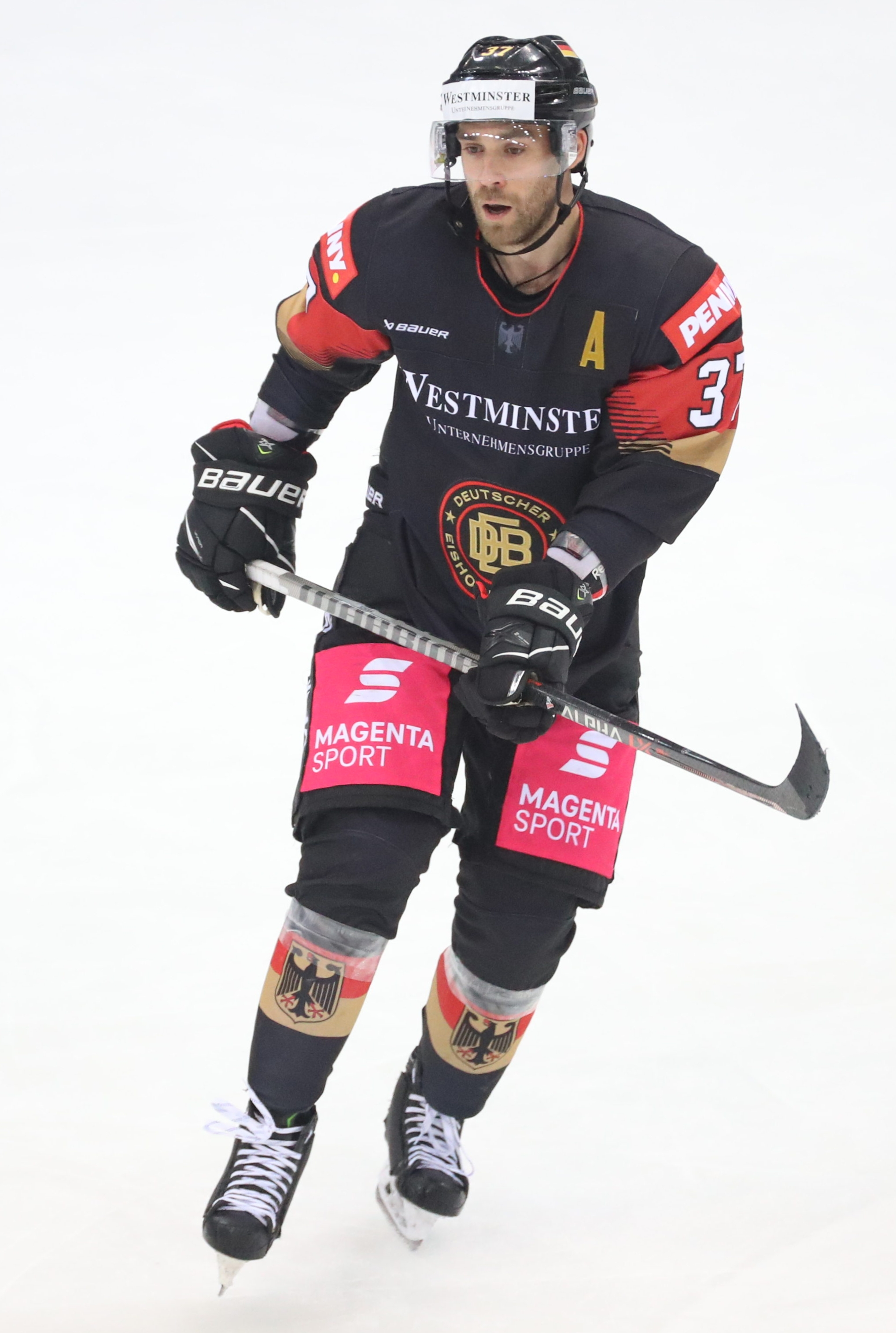
Bender im Trikot der deutschen Nationalmannschaft (2022)

Bender vertrat sein Heimatland bei zahlreichen Juniorenturnieren. So bestritt er neben der World U-17 Hockey Challenge 2012 auch die U18-Junioren-Weltmeisterschaften der Jahre 2012 und 2013. Darüber hinaus stand der Verteidiger auch bei den U20-Junioren-Weltmeisterschaften der Jahre 2014 und 2015 im Aufgebot.
Im März 2018 wurde Bender von Bundestrainer Marco Sturm erstmals ins Aufgebot der deutschen A-Nationalmannschaft berufen.

## Erfolge und Auszeichnungen
- 2012 DNL-Meister mit den Jungadler Mannheim
- 2013 DNL-Meister mit den Jungadler Mannheim

## Karrierestatistik
Stand: Ende der Saison 2024/25

### International
Vertrat Deutschland bei:
| - World U-17 Hockey Challenge 2012 - U18-Junioren-Weltmeisterschaft 2012 - U18-Junioren-Weltmeisterschaft 2013 | - U20-Junioren-Weltmeisterschaft 2014 - U20-Junioren-Weltmeisterschaft 2015 |

(Legende zur Spielerstatistik: Sp oder GP = absolvierte Spiele; T oder G = erzielte Tore; V oder A = erzielte Assists; Pkt oder Pts = erzielte Scorerpunkte; SM oder PIM = erhaltene Strafminuten; +/− = Plus/Minus-Bilanz; PP = erzielte Überzahltore; SH = erzielte Unterzahltore; GW = erzielte Siegtore; 1 Play-downs/Relegation; Kursiv: Statistik nicht vollständig)